# Luís Oyama
Luís Felipe Oyama, mais conhecido como Luís Oyama (São José do Rio Preto, 30 de janeiro de 1997), é um futebolista brasileiro que atua como volante. Atualmente joga pelo Novorizontino, emprestado pelo Botafogo.

## Carreira

### Mirassol
Nascido em São José do Rio Preto, São Paulo, Luís Oyama praticou tênis dos 10 aos 14 anos de idade, ganhando até onze títulos pela categoria. Depois, acabou optando pelo futebol e ingressou nas categorias de base do Mirassol no ano de 2013. Começou na equipe sub-15 como meia-armador, mas acabou se identificando com a posição de volante.
Sua estreia na equipe profissional do Mirassol aconteceu em 23 de julho de 2015, entrando como substituto em um empate em casa com o Rio Preto por 1 a 1, pela Copa Paulista de 2015. Seu primeiro gol na carreira aconteceu em 30 de agosto, em um empate fora de casa por 2 a 2 com a XV de Piracicaba, pela Copa Paulista de 2017.
Depois de ter se destacado na equipe das categorias de base que disputou a Copa São Paulo de Futebol Júnior de 2017 e disputado algumas partidas da Copa Paulista em alguns anos e do Campeonato Paulista de 2017, Luís Oyama foi oficialmente promovido pro time profissional para a disputa da temporada de 2018.
Na sua primeira passagem pelo Mirassol, fez 55 jogos e marcou dois gols.

### Atibaia
No dia 12 de fevereiro de 2019, Luís Oyama foi anunciado pelo Atibaia, por um contrato de empréstimo até o fim da Série A2 do Campeonato Paulista de 2019. Sua estreia aconteceu em 16 de fevereiro, entrando como substituto em uma derrota em casa por 5 a 1 para o Água Santa, onde também marcou seu primeiro gol pelo clube.
Pelo Atibaia, fez 7 partidas e marcou três gols.

### Retorno ao Mirassol
Após disputar a Série A2 do Campeonato Paulista de 2019 pelo Atibaia, Luís Oyama retornou ao Mirassol. Fez a sua reestreia pelo clube em 23 de janeiro de 2020, entrando como titular em um empate fora de casa com a Ferroviária por 1 a 1, pelo Campeonato Paulista de 2020.
Na sua segunda passagem pelo Mirassol, fez 10 jogos e marcou nenhum gol.

### Ponte Preta
Em 6 de julho de 2020, a Ponte Preta anunciou a contratação de Luís Oyama, por um contrato de empréstimo até o final da temporada. Sua primeira partida pelo clube aconteceu em 8 de agosto, entrando commo titular em uma derrota em casa por 1 a 0 para o América Mineiro, pela Série B de 2020. Dentro de campo, porém, não correspondeu. Ele chegou com status de titular absoluto na equipe, mas acabou sendo muito questionado na parte defensiva.
Pela Ponte Preta, fez 24 jogos e marcou nenhum gol.

### Segundo retorno ao Mirassol
Depois de disputar a Série B de 2020 pela Ponte Preta, Luís Oyama acabou retornando ao Mirassol após o fim do seu contrato de empréstimo. Sua reestreia pelo clube aconteceu em 27 de fevereiro, entrando como titular na vitória fora de casa por 2 a 1 sobre o São Bento, pelo Campeonato Paulista de 2021.
Na sua terceira passagem pelo Mirassol, fez 11 jogos e marcou nenhum gol.

### Botafogo
No dia 31 de maio de 2021, o Botafogo anunciou a contratação de Luís Oyama, por um contrato de empréstimo até o fim do ano. Sua estreia aconteceu em 5 de junho, entrando como titular em uma vitória em casa por 2 a 0 sobre o Coritiba, pela Série B de 2021. Seu primeiro gol pelo clube aconteceu em 17 de junho, em um empate fora de casa por 2 a 2 com o Londrina.
Luís Oyama foi um dos destaques do Botafogo na campanha do título da Série B de 2021, recebendo várias sondagens de times do futebol brasileiro e do exterior. Pelo clube, fez 31 jogos e marcou dois gols.

### Terceiro retorno ao Mirassol
Após os valores oferecidos pelo Botafogo para a permanência do jogador não agradarem o Mirassol, o seu contrato não foi renovado e Luís Oyama acabou retornando ao clube para a disputa da temporada de 2022. Sua reestreia aconteceu em 27 de janeiro, entrando como titular em uma vitória em casa por 3 a 1 sobre o Red Bull Bragantino, pelo Campeonato Paulista de 2022.
Na sua quarta passagem pelo Mirassol, fez 14 jogos e marcou nenhum gol.

### Retorno ao Botafogo
Em 21 de março de 2022, foi confirmado o retorno de Luís Oyama ao Botafogo, por um contrato válido de 4 anos.

## Vida pessoal
Luís Oyama é descendente de japoneses, os avôs do jogador por parte de pai nasceram no Japão que emigraram pro Brasil. A bisavó por parte de mãe também nasceu no Japão e emigrou pro Brasil.

## Estatísticas
Atualizado até 6 de dezembro de 2023.

### Clubes
| Equipe            | Temporada         | Campeonato nacional | Campeonato nacional | Campeonato nacional | Copa nacional[a] | Copa nacional[a] | Copa nacional[a] | Competições continentais[b] | Competições continentais[b] | Competições continentais[b] | Outros torneios[c] | Outros torneios[c] | Outros torneios[c] | Total | Total | Total   |
| Equipe            | Temporada         | Jogos               | Gols                | Assist.             | Jogos            | Gols             | Assist.          | Jogos                       | Gols                        | Assist.                     | Jogos              | Gols               | Assist.            | Jogos | Gols  | Assist. |
| ----------------- | ----------------- | ------------------- | ------------------- | ------------------- | ---------------- | ---------------- | ---------------- | --------------------------- | --------------------------- | --------------------------- | ------------------ | ------------------ | ------------------ | ----- | ----- | ------- |
| Mirassol          | 2015              | —                   | —                   | —                   | —                | —                | —                | —                           | —                           | —                           | 3                  | 0                  | 0                  | 3     | 0     | 0       |
| Mirassol          | 2016              | —                   | —                   | —                   | —                | —                | —                | —                           | —                           | —                           | 18                 | 0                  | 0                  | 18    | 0     | 0       |
| Mirassol          | 2017              | —                   | —                   | —                   | —                | —                | —                | —                           | —                           | —                           | 19                 | 1                  | 0                  | 19    | 1     | 0       |
| Mirassol          | 2018              | 6                   | 0                   | 0                   | —                | —                | —                | —                           | —                           | —                           | 9                  | 1                  | 0                  | 15    | 1     | 0       |
| Mirassol          | 2019              | —                   | —                   | —                   | —                | —                | —                | —                           | —                           | —                           | 0                  | 0                  | 0                  | 0     | 0     | 0       |
| Mirassol          | 2020              | —                   | —                   | —                   | —                | —                | —                | —                           | —                           | —                           | 10                 | 0                  | 0                  | 10    | 0     | 0       |
| Mirassol          | 2021              | —                   | —                   | —                   | 1                | 0                | 0                | —                           | —                           | —                           | 10                 | 0                  | 2                  | 11    | 0     | 2       |
| Mirassol          | 2022              | —                   | —                   | —                   | 2                | 0                | 0                | —                           | —                           | —                           | 12                 | 0                  | 2                  | 14    | 0     | 2       |
| Mirassol          | Total             | 6                   | 0                   | 0                   | 3                | 0                | 0                | 0                           | 0                           | 0                           | 81                 | 2                  | 4                  | 90    | 2     | 4       |
| Atibaia           | 2019              | —                   | —                   | —                   | —                | —                | —                | —                           | —                           | —                           | 7                  | 3                  | 0                  | 7     | 3     | 0       |
| Atibaia           | Total             | 0                   | 0                   | 0                   | 0                | 0                | 0                | 0                           | 0                           | 0                           | 7                  | 3                  | 0                  | 7     | 3     | 0       |
| Ponte Preta       | 2020              | 21                  | 0                   | 0                   | 3                | 0                | 0                | —                           | —                           | —                           | —                  | —                  | —                  | 24    | 0     | 0       |
| Ponte Preta       | Total             | 21                  | 0                   | 0                   | 3                | 0                | 0                | 0                           | 0                           | 0                           | 0                  | 0                  | 0                  | 24    | 0     | 0       |
| Botafogo          | 2021              | 31                  | 2                   | 2                   | —                | —                | —                | —                           | —                           | —                           | —                  | —                  | —                  | 31    | 2     | 2       |
| Botafogo          | 2022              | 16                  | 0                   | 0                   | —                | —                | —                | —                           | —                           | —                           | —                  | —                  | —                  | 16    | 0     | 0       |
| Botafogo          | Total             | 47                  | 2                   | 2                   | 0                | 0                | 0                | 0                           | 0                           | 0                           | 0                  | 0                  | 0                  | 47    | 2     | 2       |
| RWD Molenbeek     | 2022–23           | 23                  | 4                   | 0                   | 1                | 0                | 0                | —                           | —                           | —                           | —                  | —                  | —                  | 24    | 4     | 0       |
| RWD Molenbeek     | Total             | 23                  | 4                   | 0                   | 1                | 0                | 0                | 0                           | 0                           | 0                           | 0                  | 0                  | 0                  | 24    | 4     | 0       |
| Goiás             | 2023              | 9                   | 1                   | 0                   | —                | —                | —                | 2                           | 0                           | 0                           | —                  | —                  | —                  | 11    | 1     | 0       |
| Goiás             | Total             | 9                   | 1                   | 0                   | 0                | 0                | 0                | 2                           | 0                           | 0                           | 0                  | 0                  | 0                  | 11    | 1     | 0       |
| Juventude         | 2024              | 0                   | 0                   | 0                   | —                | —                | —                | —                           | —                           | —                           | —                  | —                  | —                  | 0     | 0     | 0       |
| Juventude         | Total             | 0                   | 0                   | 0                   | 0                | 0                | 0                | 0                           | 0                           | 0                           | 0                  | 0                  | 0                  | 0     | 0     | 0       |
| Total na carreira | Total na carreira | 106                 | 7                   | 2                   | 7                | 0                | 0                | 2                           | 0                           | 0                           | 88                 | 5                  | 4                  | 203   | 12    | 6       |

- a. ^ Jogos da Copa do Brasil e da Copa da Bélgica
- b. ^ Jogos da Copa Libertadores da América e da Copa Sul-Americana
- c. ^ Jogos da Copa Paulista, do Campeonato Paulista - Série A2 e do Campeonato Paulista

## Títulos
Botafogo
- Campeonato Brasileiro - Série B: 2021

RWD Molenbeek
- Challenger Pro League: 2022–23